# Un grido
Un grido è un'opera di Giovanni Rizzi, uscita in prima edizione nel 1878 per la casa editrice Brigola in cui l'autore difendeva «una poesia per certi versi borghese e filistea» 

## L'opera
Il libriccino ebbe un notevole successo, visto che fino al 1880 ebbe ben 5 edizioni. In esso il Rizzi polemizzava aspramente con i poeti veristi e i loro capiscuola (Lorenzo Stecchetti e Giosuè Carducci) ritenendosi l'ultimo difensore dell'ideale. In particolare, visto che Carducci celebrava nelle sue poesie l'arte ellenica, gli obiettò che «altro è avere il senso dell'arte greca, ed altro avere il senso greco dell'arte» 
Nell'operetta, il Rizzi faceva paladino dei santi affetti, della fede, della virtù, dell'amore per la patria, che a suo dire gli scrittori veristi che stampavano presso lo Zanichelli Editore i loro libri in caratteri elzeviriani avevano negato e vilipeso. Alle critiche del Rizzi, risposero Olindo Guerrini con il Prologo di Nova polemica e Pier Enea Guarnerio con il libretto Auxilium.
All'opuscolo del Guarnerio, Rizzi rispose in una recensione accusandolo di oscenità: stando a quel che dice il Guerrini in Nova polemica a causa di questa denuncia il Guarnerio ebbe delle noie.
Una lirica di questo libretto ebbe particolarmente successo (fu compresa in alcune antologie): si tratta del sonetto Agli uccelletti del mio giardino che fu parodiato dal Olindo Guerrini in Nova Polemica e nel Giobbe e da Felice Cavallotti nelle sue Anticaglie.

## Edizioni critiche
Polemiche veriste del Secondo Ottocento: "Un grido" di Giovanni Rizzi, in "Studi Medievali e Moderni", a. XXVII, n. 1/2023.